# Castanospermum australe
Castanospermum australe é a única espécie do género botânico Castanospermum, pertencente à família Fabaceae.